# Pipa snethlageae
Pipa snethlageae é uma espécie de anfíbio da família Pipidae.
Pode ser encontrada nos seguintes países: Brasil, Colômbia, Peru e possivelmente na Venezuela.
Os seus habitats naturais são: florestas subtropicais ou tropicais húmidas de baixa altitude e marismas de água doce.
Está ameaçada por perda de habitat.